# الرفصة (يافع)

تعديل مصدري - تعديل

الرفصـة هي إحدى قرى عزلة لبعوس بمديرية يافع التابعة لمحافظة لحج، بلغ تعداد سكانها 161 نسمة حسب تعداد اليمن لعام 2004.